# Goričan
Goričan est un village et une municipalité située dans le comitat de Međimurje, en Croatie. Au recensement de 2001, la municipalité comptait 3 148 habitants, dont 98,09 % de Croates ; en 2001, la municipalité et le village étaient confondus.

## Localités
La municipalité de Goričan ne compte qu'une seule localité, le village éponyme de Goričan.